# Los 50 (programa de televisión)
Los 50 es un programa de televisión de competencia de telerrealidad estadounidense que se estrenó en Telemundo el 18 de julio de 2023. Es una adaptación de la serie francesa Les Cinquante(fr). El reality sigue a un grupo de celebridades que viven juntos y compiten por el gran premio de hasta 350.000 dólares estadounidenses.
El 25 de septiembre de 2023, el programa fue renovada para una segunda temporada.

## Producción

### Casting
El casting para definir a los cincuenta integrantes de la experiencia comenzó en el mes de marzo de 2023. A diferencia de otros programas del estilo, esta vez no hubo casting vía internet, sino que la selección de participantes se hizo de manera secreta e interna en la producción. 

## Sinopsis
Los 50 es un reality show que combina competición, juegos y estrategia. De esta manera, es un game show organizado por El León en el que 50 jugadores famosos de la telerrealidad y las redes sociales compiten entre sí para evitar la eliminación y aumentar la bolsa de premios. Cada día El León les invita a la arena para una nueva partida. Al final de la partida, los jugadores perdedores son sometidos a votación por los jugadores ganadores. Los jugadores ganadores votan para salvar a un número determinado de ellos; los que no han reunido suficientes votos son eliminados definitivamente. Los jugadores también deben destacar en juegos relacionados con la bolsa de premios, para conseguir que la bolsa aumente lo máximo posible. Al final, sólo gana un jugador un premio de hasta $350.000.

## Formato

### ¿Vas o no vas?
Es una competencia individual que permite a las celebridades ganar dinero para el premio final. La competencia se juega en tres etapas de retos mentales y físicos, y cada etapa tiene una recompensa. Si las celebridades fallan en un reto, el dinero ofrecido se deduce del premio final. Se seleccionan tres celebridades para competir, cada una en una etapa diferente. El León elige a la celebridad que competirá en la primera etapa, mientras que los competidores de la segunda y tercera etapa son elegidos por la celebridad que jugó en la etapa anterior. Una celebridad puede rechazar la invitación a competir y elegir un reemplazo, sin embargo, perderá $ 1,000 del dinero ofrecido por completar con éxito un reto.

### La Arena
En la Arena, las celebridades compiten por su seguridad. Los que pierdan la competencia serán nominados para la eliminación. Esta competencia es de naturaleza física.

### Competencia de Salvación
En la competencia de salvación, las celebridades nominadas compiten por una última oportunidad de salvarse de la eliminación. Esta competición se basa en la resistencia o la habilidad.

### Locura del León
La Locura del León es una competencia en la cual las celebridades deben trabajar en equipo para superar un reto y ganar dinero para el premio final.

### Fortuna
Fortuna es otra competencia en la que las celebridades pueden ganar dinero para el premio final. Consta de tres retos, dos jugados en grupo y uno individual.

## Temporadas
| Temporada | Temporada | Episodios | Emisión               | Emisión                  | Concursantes | Resultados  | Resultados      | Premio   |
| Temporada | Temporada | Episodios | Inicio                | Final                    | Concursantes | Ganador(a)  | Segundo puesto  | Premio   |
| --------- | --------- | --------- | --------------------- | ------------------------ | ------------ | ----------- | --------------- | -------- |
|           | 1         | 50        | 18 de julio de 2023   | 25 de septiembre de 2023 | 50           | Ana Parra   | Fernando Lozada | $347,560 |
|           | 2         | 47        | 15 de octubre de 2024 | 9 de diciembre de 2024   | 50           | Robbie Mora | Roberto Valdez  | $327,860 |